# Margarete III.
Margarete von Dampierre (auch Margarete von Flandern, Margarete von Male; getauft 13. April 1350 in Male; † 16. März 1405 in Arras) war durch Erbschaft Gräfin von Flandern, Artois, Nevers, Rethel und der Freigrafschaft Burgund. Sie war durch Heirat zweimal Herzogin von Burgund. Die Verbindung zwischen ihr und Herzog Philipp dem Kühnen von Burgund wurde einer der zentralen Pfeiler des Aufstiegs der Burgunder im 15. Jahrhundert.

## Leben

### Abstammung und Heirat mit Philipp von Rouvres

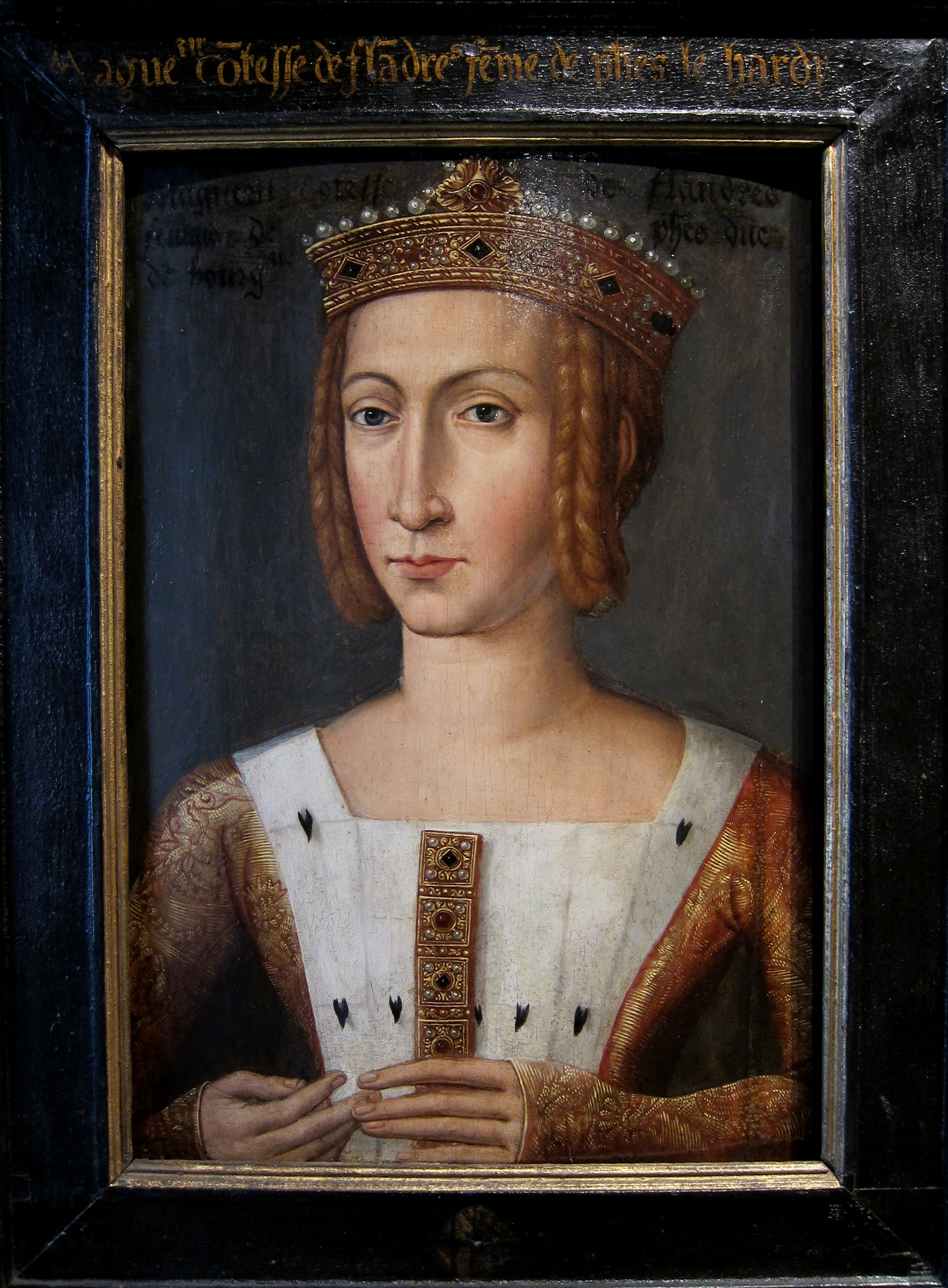
Margarete III. von Flandern

Margarete war die einzige Tochter von Graf Ludwig II. von Flandern und der Margarete von Brabant.
Am 14. Mai 1357 wurde Margarete im Alter von sieben Jahren zu Arras per procurationem mit dem damals elfjährigen Philipp von Rouvres verheiratet, der unter anderem seit 1347 Pfalzgraf von Burgund und seit 1350 Herzog von Burgund war. Am 1. Juli 1361 gab sie Philipp persönlich das Jawort, doch bereits am 21. November 1361 starb er an der Pest, und so war Margarete mit elf Jahren zum ersten Mal Witwe. Von Philipps Erbe fiel u. a. das Herzogtum Burgund an den französischen König Johann II., die Freigrafschaft Burgund und das Artois hingegen an Margarete von Frankreich, welche die Großtante Philipps von Rouvres sowie Mutter Ludwigs II. von Flandern und damit Großmutter der hier behandelten Margarete war.

### Eheverhandlungen mit England und Frankreich
Aufgrund ihres Status als Erbin großer Territorien – Flandern, Rethel und die Hälfte von Nevers von Seiten ihres Vaters, die Freigrafschaft Burgund, die andere Hälfte von Nevers und das Artois von Seiten ihrer Großmutter väterlicherseits – war Margarete nun eine begehrte Heiratskandidatin. So bemühte sich der englische König Eduard  III. intensiv, Margarete als Gemahlin für seinen Sohn Edmund von Langley zu erhalten. Diesbezügliche Verhandlungsangebote nahm Ludwig II. von Flandern – entgegen der traditionell frankreichfreundlichen Politik des flandrischen Grafenhauses – vor allem aus ökonomischen Erwägungen freundlich auf. Sein Land stand zwar unter französischer Lehnshoheit, bedurfte aber für seine Textilindustrie englischer Schafswolle. Hätte Eduard III. ein Exportverbot dieses wichtigen Rohstoffs verhängt, wäre der flämischen Wirtschaft ein schwerer Schaden entstanden. Die im Februar 1362 eingeleiteten Verhandlungen mündeten mit Unterstützung der flandrischen Städte in einem am 19. Oktober 1364 abgeschlossenen Heiratsvertrag, der für die englische Seite durch den Herzog von Lancaster und die Grafen von Arundel, Hereford, Oxford und Suffolk sowie für die flandrische Seite durch Heinrich von Flandern, Ludwig von Namur, Roland de Poucke und Gérard de Rasseghem unterzeichnet wurde.
Dass durch die in Aussicht genommene Vermählung beträchtliche Territorien an Frankreichs Nord- und Ostgrenze an das Haus Plantagenet fallen würden, war für den französischen König Karl V. nicht hinnehmbar. Er wandte sich zur Verhinderung des anglo-flämischen Eheprojekts an den in Avignon residierenden Papst Urban V., der ganz im Sinn Karls V. feststellte, dass Margarete und Edmund für eine Eheschließung zu nahe verwandt seien. Der Pontifex hob eine bereits von seinem Vorgänger Innozenz VI. erteilte, kirchenrechtlich notwendige Dispens auf und verbot ausdrücklich die Heirat, welcher Entscheidung sich der flandrische Graf und der englische König fügen mussten.
Nun suchte der französische König, der eine Revision des Vertrags von Brétigny anstrebte, seinem ohnehin bereits sehr mächtigen Bruder und neuem Herzog von Burgund, Philipp dem Kühnen, die Hand Margaretes zu verschaffen, wogegen sich deren Vater, vielleicht auf englischen Druck, lange sträubte. Offenbar trug Margarete von Frankreich maßgeblich dazu bei, dass ihr Sohn Ludwig schließlich doch noch den französischen Werbungen  um seine Tochter seine Zustimmung erteilte. Nach einem dramatischen, unglaubwürdigen Bericht alter Chroniken sei Margarete von Frankreich äußerst ärgerlich über die lange währende ablehnende Haltung ihres Sohnes zu diesem Heiratsprojekt gewesen, habe vor ihm ihre rechte Brust entblößt und angedroht, sich diese zu seiner Schande abzuschneiden und den Hunden zum Fraß vorzuwerfen und ihn zu enterben, woraufhin der erschrockene Graf vor seiner Mutter auf die Knie gefallen sei und ihr versichert habe, ihren Wünschen nicht länger im Wege zu stehen und die geplante Ehe seiner Tochter zuzulassen.
Vielmehr waren die nach vierjährigen zähen Verhandlungen erfolgten großen Zugeständnisse  König Karls V. ausschlaggebend, der sich in einem Vertrag vom 12./13. April 1369 zur Rückgabe von früheren für die französische Krone mühsam erworbenen Annexionen in Flandern verstehen musste. Demnach sollte Graf Ludwig II. die Burgvogteien von Lille, Douai und Orchies zurückerhalten und außerdem im Fall der Eheschließung von Margarete und Philipp dem Kühnen 200.000 Livres tournois ausbezahlt bekommen. Dabei vereinbarte Karl V. aber für die französische Krone ein Rückkaufrecht der Städte, falls Philipp keine männlichen Erben hinterließe. Philipp versprach aber später gemeinsam mit Margarete deren Vater schriftlich, die erwähnten Städte in jedem Fall Flandern zu belassen. Dies war ein in Philipps Eigeninteresse, aber gegen die Intentionen seines Bruders gerichteter Entschluss, um seinem Haus den Besitz von Flandern uneingeschränkt zu sichern.
Die Hochzeit von Margarete und Philipp dem Kühnen fand schließlich, von pompösen Feierlichkeiten begleitet, am 19. Juni 1369 in der Kirche St. Bavo zu Gent statt. Zur Finanzierung des großen Ereignisses, bei dem Philipp flandrische Adlige und Delegierte großer Städte reich beschenkte, musste der Bräutigam sogar teure Geschmeide verpfänden.

### Burgundische Herzogin als Gattin Philipps des Kühnen und Tod
1371 gebar Margarete als erstes Kind einen Sohn, den späteren burgundischen Herzog Johann Ohnefurcht. Insgesamt brachte sie bis 1389 elf Kinder auf die Welt. 1382 starb ihre Großmutter Margarete von Frankreich, 1384 verschied dann auch ihr Vater, Graf Ludwig II., und die seit langem erwarteten Erbschaften realisierten sich. 1385 hatte Margarete großen Anteil an dem Friedensschluss zwischen Frankreich und aufständischen Gentern. Als König Karl VI. zunehmend unter einer Geisteskrankheit litt, unterstützte Margarete den ehrgeizigen Plan ihres Gatten, sich in möglichst großem Umfang der Regierung Frankreichs zu bemächtigen. Sie hasste die Herzogin von Orléans und nahm Pierre de Craon nach dessen Mordversuch an Olivier V. de Clisson, Connétable von Frankreich, zuvorkommend in ihrem Haus auf.
Als Philipp der Kühne am 27. April 1404 im Alter von 62 Jahren einer infektiösen Grippe erlag, war er so tief verschuldet, dass seine Witwe Margarete auf die eheliche Gütergemeinschaft rechtskräftig verzichtete, um nicht zur Zahlung seiner Verbindlichkeiten verpflichtet zu sein. Als offizielles Zeichen für diesen Schritt musste sie sich einem demütigenden alten Brauch unterziehen, dem zufolge sie ihren Gürtel, ihre Geldbörse und ihren Schlüsselbund auf den Sarg des Verstorbenen legte. So entsagte sie ihrem Anteil am Mobiliar, das zur Begleichung von Philipps Schulden veräußert wurde.
Margarete regierte nun von Arras aus die Grafschaften Flandern, Artois und Burgund, ihr ältester Sohn Johann Ohnefurcht das Herzogtum Burgund und die Grafschaft Nevers. 1404 wurde Margarete auch zusammen mit ihrem Sohn Anton von ihrer Tante, der Herzogin Johanna von Brabant und Limburg, als Erbin von Brabant und Limburg bestimmt, starb jedoch im März 1405 noch vor Johanna im Alter von knapp 55 Jahren an einem Schlaganfall. Sie wurde gemäß ihrem letzten Willen zu Lille an der Seite ihrer Eltern beigesetzt.
Da Margarete in ihrem engeren Verwandtenkreis die einzige gewesen war, die Nachkommen geboren hatte, hatte sie dem Haus Burgund mit Flandern, Artois, Brabant, Limburg, Nevers, Rethel und der Freigrafschaft wesentlich größere Gebiete zugeführt, als das Herzogtum Burgund ihres Ehemanns selbst ausmachte. Somit war sie es, die die Machtstellung der Herzöge von Burgund im 15. Jahrhundert begründete, auch wenn Teile davon als Apanage an jüngere Söhne gegeben wurden.

## Nachkommen
Margarete und Philipp II. hatten neun Kinder, von denen sieben das Erwachsenenalter erreichten:
1. Johann Ohnefurcht (28. Mai 1371; † 10. September 1419), Herzog von Burgund ⚭ Margarete von Bayern (1363–1423)
2. Karl (* März 1372; † 13. Juli 1373)
3. Margarete (* Oktober 1374; † 8. März 1441) ⚭ Wilhelm II. (1365–1417), Graf von Holland
4. Ludwig (* Mai 1377; † 10. Januar 1378)
5. Katharina (* 1378; † 26. Januar 1425) ⚭ Leopold IV. (1371–1411), Herzog von Österreich
6. Bonne (* 1379; † 10. September 1399), verlobt mit Jean I. de Bourbon, aber vor der Heirat verstorben
7. Maria (* August 1380; † 3. Oktober 1422) ⚭ Amadeus VIII. (1383–1451), Graf von Savoyen und später Gegenpapst Felix V.
8. Anton (* August 1384; † 25. Oktober 1415), Herzog von Brabant und Limburg ⚭ I: Johanna von Luxemburg (* 1380/85; † 1407); ⚭ II: Elisabeth von Görlitz (1390–1451)
9. Philipp (* Dezember 1389; † 25. Oktober 1415), Graf von Nevers ⚭ I: Isabel de Coucy (–1411); ⚭ II: Bonne d’Artois (1396–1425)